# Santuario della Madonna dell'Arco
Il santuario della Madonna dell'Arco è un edificio religioso sito nell'omonimo quartiere del comune vesuviano di Sant'Anastasia nella città metropolitana di Napoli. Ogni Lunedì dell'Angelo è meta del tradizionale pellegrinaggio dei fujenti (o battenti), che accorrono numerosi da tutta la Campania, e sono soliti accompagnare il loro pellegrinaggio con una melodia vocale risalente al quattrocento, messa poi in musica secoli dopo. Un altro tipo di simbolo di devozione è la tammurriata giuglianese.

Un altro evento che ricorre la seconda domenica di settembre è l'incendio del campanile durante la festa dell'Incoronazione di Maria Santissima. 
Oltre a queste due giornate per i battenti è consuetudine andare al santuario anche il giorno di santa Maria, dove per la tradizione si festeggia l’onomastica della Vergine Maria.

## Storia

### La tradizione
Nel luogo dove oggi sorge il santuario era presente nel XV secolo un'edicola votiva, raffigurante la Madonna con il Bambino Gesù. La Vergine è chiamata "Madonna dell'Arco", in quanto l'edicola era situata nei pressi di un antico acquedotto romano. Secondo la tradizione, il lunedì di Pasqua del 1450 un giovane, adirato per la sconfitta subita al gioco della pallamaglio, bestemmiando scagliò violentemente una boccia contro la vicina immagine sacra: l'effigie della Madonna avrebbe cominciato a sanguinare dalla guancia sinistra, facendo così gridare al miracolo la gente accorsa. La notizia arrivò fino al conte di Sarno, Raimondo Orsini, Gran giustiziere del Regno di Napoli, che imbastì un processo contro il bestemmiatore, condannandolo a morte. Il giovane fu impiccato al tiglio vicino all'edicola, che ventiquattr'ore dopo rinsecchì.
Il lunedì di Pasqua del 1589, durante la festa dedicata alla Madonna dell'Arco, una donna di Sant'Anastasia, Aurelia Del Prete, si era recata sul luogo con il marito, Marco Cennamo, il quale voleva offrire un ex voto, essendo guarito da una grave malattia agli occhi. La donna aveva con sé un porcellino che, nella calca, le scappò: non riuscendo a riprenderlo, bestemmiando calpestò in un accesso d'ira l'ex voto del marito, raffigurante la Madonna. L'anno seguente fu colpita da una grave malattia, che le avrebbe causato il distacco dei piedi, tuttora visibili, racchiusi in una gabbietta di ferro, nella sala delle offerte del santuario. Morì poco tempo dopo, il 28 luglio 1590. L'accaduto divenne ben presto famoso e la fama della Madonna dell'Arco si diffuse anche al di fuori dei confini del Regno di Napoli.
Il 27 marzo 1675 l'immagine mariana sarebbe stata vista risplendere circondata di stelle: tra i testimoni ci furono anche il viceré di Napoli, Antonio Alvarez, e il cardinale Pier Francesco Orsini, futuro papa Benedetto XIII.

### Costruzione
Nel 1592, papa Clemente VIII inviò da Roma padre Giovanni Leonardi da Lucca, poi proclamato santo, a cui era stato dato l'incarico insieme al Vescovo di Nola di amministrare le elemosine e i beni temporali. La prima pietra del santuario fu posata nel 1593.
Nel 1595 il santuario passò in mano ai domenicani, i quali cominciarono i lavori di ampliamento dell'edificio, ma in seguito a crolli e a causa di diversi disguidi con il Reale Albergo dei Poveri, che possedeva ancora una parte del convento, il santuario avrebbe acquistato la forma attuale solo nel 1973.
Vista la grande affluenza di fedeli è stata realizzata una nuova Aula Polifunzionale dedicata a San Giovanni Leonardi, di circa 1.500 m²; la sua struttura in cemento e legno armato occupa un'area sul versante settentrionale del complesso religioso, alle spalle della chiesa e del chiostro.

## Descrizione

### Architettura

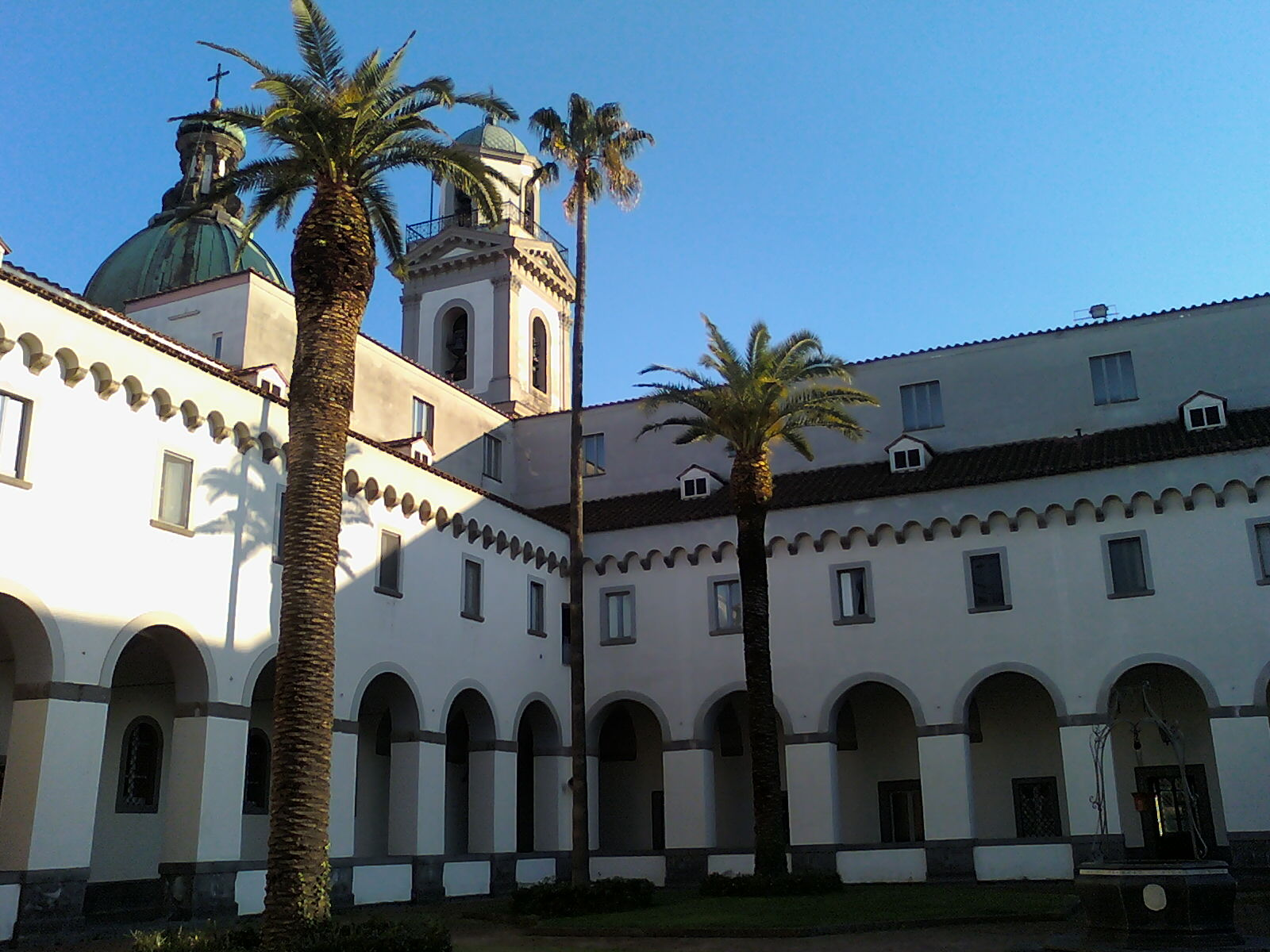
Il chiostro

Il complesso del santuario è composto dall'edificio del convento e dalla chiesa.
Quest'ultima è a croce latina, con navata unica avente volta a botte lunettata e quattro cappelle per lato. Al centro della crociera, sotto la cupola, si trova l'edicola che ospitava l'antica effigie della Madonna col Bambino e, in corrispondenza della navata centrale, si apre l'abside semicircolare, con coro ligneo.
Le colonne che sostengono il soffitto sono in parte tappezzate da tavolette votive dedicate alla Madonna. Contigue alla chiesa vi sono le cappelle del Rosario e di San Giovanni Leonardi; per l'accesso a quest'ultima è obbligato il passaggio attraverso la prima.
Sulla controfacciata è collocata un'enorme tela di Gennaro Abbate (allievo di Giuseppe Simonelli), raffigurante l’Adorazione dei Magi (datata 1735). Nel resto della chiesa si ammirano altre opere pittoriche di pregio, riconducibili ad artisti come Giovanni Bernardino Azzolino, Giacinto Diano, Antonio Sarnelli e Francesco Giordano.
Opposto all'entrata c'è un corridoio che conduce alla sala delle confessioni e al chiostro, una delle aree più apprezzate del complesso religioso, al centro del quale è sito il pozzo; il chiostro è circondato da diverse stanze che un tempo ospitavano le aule del liceo classico. Proseguendo all'interno del chiostro, in direzione opposta all'uscita sulla strada principale, c'è un altro edificio, adibito in parte ad albergo e in parte a museo degli ex voto. Di fianco alla chiesa principale, sul versante occidentale, c'è poi il campanile che si affaccia su un giardinetto.
Il santuario è inoltre tappezzato di ex voto, espressione dell'arte popolare di cinque secoli che nella loro ingenuità ben rappresentano la vita popolare dal quattrocento in poi; sono oggetti di grande suggestione che documentano anche le spaventose ed eroiche condizioni del popolo campano.

### Organo a canne
Sulla cantoria dell'abside, si trova l'organo a canne Tamburini opus 562, costruito nel 1968 riutilizzando la cassa e parte del materiale fonico del precedente organo settecentesco. Lo strumento dispone di 49 registri, è a trasmissione elettrica ed ha tre tastiere di 61 note ciascuna e una pedaliera concavo-radiale di 32.

## Culto
La devozione alla Vergine SS.ma dell'Arco è molto diffusa anche a Napoli, dove le processioni si svolgono in ogni quartiere della città grazie a numerose associazioni soprattutto in primavera. Il culto si estende ad altre zone della Campania e in particolare alla provincia di Napoli. Nella località Civita Giuliana di Pompei vi è una chiesa con questo titolo, la stessa cosa vale per i comuni di Vietri sul Mare e Pesco Sannita.
La Madonna dell'Arco è inoltre patrona del comune cosentino di Mangone.
Infine, sono presenti alcune edicole votive a Castellammare del Golfo, in provincia di Trapani.